# Sudbury Neutrínó Obszervatórium
A Sudbury Neutrínó Obszervatórium (Sudbury Neutrino Observatory, SNO) 2000 méterrel a földfelszín alatt a kanadai Sudbury közelében található, Torontótól kb. 400 km-re ÉNy-ra. A detektort a Nap-beli fúzió során keletkező neutrínók észlelésére tervezték.

## Felépítése és működése

### A felépítése
Az akril tartályban lévő 1000 tonnányi nehézvízben történő neutrínóreakciók során fellépő Cserenkov-effektust használja a neutrínók észlelésére. A sugárzást a tartályt körülvevő 9600 fotoelektron-sokszorozó érzékeli. A belső tartály és a fotoelektron-sokszorozók egy 10 emeletnyi (34 m) magas nagyobb tartály sima vízében helyezkednek el. Ez részben az akriltartály falát tartja.
A kozmikus sugárzás részecskéit a 2000 méter vastag kőzetréteg leárnyékolja, hogy más típusú részecskék ne zavarják a mérést. Hasonló okokból az építés és működtetés során nagy gondot fordítanak arra, hogy semmilyen radioaktív anyag ne legyen a detektorban.

### A neutrínó kölcsönhatásai a detektoranyaggal
A neutrínó detektálása igen nehéz, mert a részecskefizikában elhanyagolható gravitációs kölcsönhatás mellett csak a gyenge kölcsönhatásban vesz részt. A neutrínó-detektálás – általánosságban véve – három, különböző típusú részecskefizikai folyamaton alapszik:
1) Amikor az elektronneutrínó töltött gyenge áram közvetítésével kölcsönhatásba lép a deutériummal, akkor egy W+−bozon átadására kerül sor, és a deutérium neutronja protonná alakul:
ν+D→p+p+e-	(CC = charged current, töltött gyenge áram)       A reakció energiaküszöbe: 1,4 MeV
E reakcióban kizárólag elektronneutrínó vehet részt. A két keletkezett proton taszítja egymást, így az atommag alkotórészeire esik szét. (A detektor anyagában az elektron gyorsabban halad a fény fázissebességénél, Cserenkov-sugárzást idézve elő ezzel.)
2) Amikor a neutrínó semleges gyenge áram közvetítésével kölcsönhatásba lép a deutériummal, akkor egy Z-bozon átadására kerül sor:
ν+D → ν+n+p	(NC = neutral current, semleges áram)      A reakció energiaküszöbe: 2,2 MeV
Ebben a reakcióban valamennyi típusú neutrínó azonos valószínűséggel részt vesz.
3) Ezenkívül valamennyi típusú neutrínó rugalmasan szóródhat az elektronokon:
ν+e-→ ν+ e-	 	(ES = elastic scattering, rugalmas szórás)      A reakció energiaküszöbe megközelítőleg 0 MeV

### A semleges áram reakciók mérése
A detektor működésének első fázisában csak a rugalmas szórás (ES) és a töltött áram volt mérhető. A második fázisban nagy tisztaságú konyhasót (NaCl) kevertek a nehézvízhez, mellyel mérhetővé vált a semleges áram reakció. A neutron lelassul (termalizálódik), és a klór ugyanis elnyeli a termikus neutronokat, és azt gamma-sugárzásként bocsátja ki, amit a fotoelektron-sokszorozók mérni képesek.
A harmadik fázisban semleges-áram detektorokat (Neutral Current Detector, NCD) 3He tartalmú proporcionális számlálókat használnak a só helyett. A 3He elnyelve a termikus neutront nagy energiájú protonná és trícium-atommaggá (tritonná) alakul át, melyek a számlálószálakra felfutva elektromos impulzust hoznak létre.

## Története
Építésében Kanada mellett az Egyesült Államok és az Egyesült Királyság is részt vett. A detektort 1990-ben kezdték el építeni, és 1998-ban készült el. A berendezések kalibrálása után 1999 novemberében kezdett el működni, és azóta is nagyjából folyamatosan üzemel. Mivel naponta 10-es nagyságrendű esemény jön létre, ezért hosszú idő kell az analízishez elegendő eseményhez.
A nehézvíz Kanada atomenergia-termeléséhez szükséges. A detektor annak tárolására is szolgál, mellesleg a tudományt is szolgálva.
2001 júniusában nagy tisztaságú konyhasót (NaCl) kevertek a nehézvízhez, mellyel a semleges áram reakció sokkal jobban mérhető.
2001. június 18-án adtak ki először hivatalos közleményt a tudományos eredményekről: megvan a neutrínóoszcilláció.
2003. szeptember: Eltávolítják a sót, hogy behelyezhessék a semleges áram-detektorokat.
2004. február 12.: Felszerelték a 3He tartalmú semleges-áram detektorokat.

## Eredményei
Az 1970-es években több detektor képes volt a Földre érkező neutrínók észlelésére. Problémát jelentett, hogy miért érzékelünk kevesebb neutrínót a Napból, mint amennyit napmodelljeinkből várunk. Ez az úgynevezett napneutrínó-probléma.
Az SNO képes érzékelni a Napból jövő viszonylag kis energiájú neutrínókat, mégpedig annak mindegyik típusát. Képes volt megmutatni, hogy a Napból származó neutrínók száma megfelel a napmodelljeinknek, csak az elektronneutrínók egy része eloszcillál más típusúakká, melyeket a korábbi detektorok képtelenek voltak érzékelni. A detektor kimutatta, hogy a neutrínóoszcilláció a napneutrínók esetén létezik, ezt korábban a Super-Kamiokande a légkörben keletkező neutrínókra igazolta.
A neutrínóoszcilláció egyik következménye, hogy legalább egyik neutrínónak (nyugalmi) tömeggel kell rendelkeznie. A kísérletből kaptak egy felső értéket arra, hogy mekkora lehet maximum a háromféle neutrínó tömegének összege. Ez azt mutatja, hogy ha nagyon sok neutrínó létezik is a Világegyetemben, akkor sem elegendő az összes sötét anyag magyarázatára.

## Külső hivatkozások
- Megoldódott a napneutrínók rejtélye!
- SNO – hivatalos honlap (angol, francia)